# Xanthophyllum adenotus
Xanthophyllum adenotus är en jungfrulinsväxtart som beskrevs av Friedrich Anton Wilhelm Miquel. Xanthophyllum adenotus ingår i släktet Xanthophyllum och familjen jungfrulinsväxter. Utöver nominatformen finns också underarten X. a. arsatii.